# محره
محره (به عربی: المحرة) یک شهرداری در الجزایر است که در استان البیض واقع شده‌است.